# Camptomyces sumatrae
Camptomyces sumatrae är en svampart som beskrevs av Thaxt. 1926. Camptomyces sumatrae ingår i släktet Camptomyces och familjen Laboulbeniaceae.   Inga underarter finns listade i Catalogue of Life.